# Hey, Mamma!
Hey, Mamma! is een lied geschreven en uitgevoerd door de Moldavische groep SunStroke Project. Het werd uitgebracht als digitale download op 6 februari 2017 door Ragoza Music. Het vertegenwoordigde Moldavië op het Eurovisie Songfestival 2017 waar het op de derde plaats eindigde.